# Virtual reality modeling language
Virtual reality modeling language är ett bildfilformat avsett för 3D-bilder. Dessa kan bl.a. visas i en webbläsare som försetts med tillhörande plugin som till exempel Cortona3D, InstantPlayer, OpenVRML, FreeWRL, Octaga Player, Xj3D eller Orbisnap. Det finns två versioner av VRML standarden dessa kallas VRML 1.0 respektive VRML 2.0/97.
Testa webbläsaren om den är försedd med en plugin för VRML här 

## Alternativ
- X3D
- 3DML
- Active Worlds
- COLLADA
- U3D